# Hèlix (geometria)

L'hèlix (cos t, sin t, t) des de t = 0 fins a 4π amb fletxes indicant la direcció d'increment de t.

En geometria, una hèlix o hèlice (del llatí helix, -ĭcis, i aquest del grec ἕλιξ, -ικος, «espiral») és un tipus de corba suau en l'espai tridimensional una forma com una molla helicoïdal cilíndrica o la rosca d'un cargol de màquina. És un tipus de corba espacial llisa amb línies tangents en un angle constant amb una línia fixa anomenada eix. Exemples d'hèlices són les molles i les baranes de les escales de caragol. Una hèlix "plena" (per exemple una rampa espiral) s'anomena helicoide. Les hèlixs són importants en biologia, ja que la molècula d'ADN es forma com dues hèlixs entrellaçades, i moltes proteïnes tenen subestructures helicoïdals, conegudes com a hèlixs alfa. La paraula hèlix prové de la paraula grega ἕλιξ, "torçat, corbat". Una hèlix "emplenada", per exemple, una rampa "espiral" (helicoidal) - és una superfície anomenada helicoide.